# Szlak rowerowy

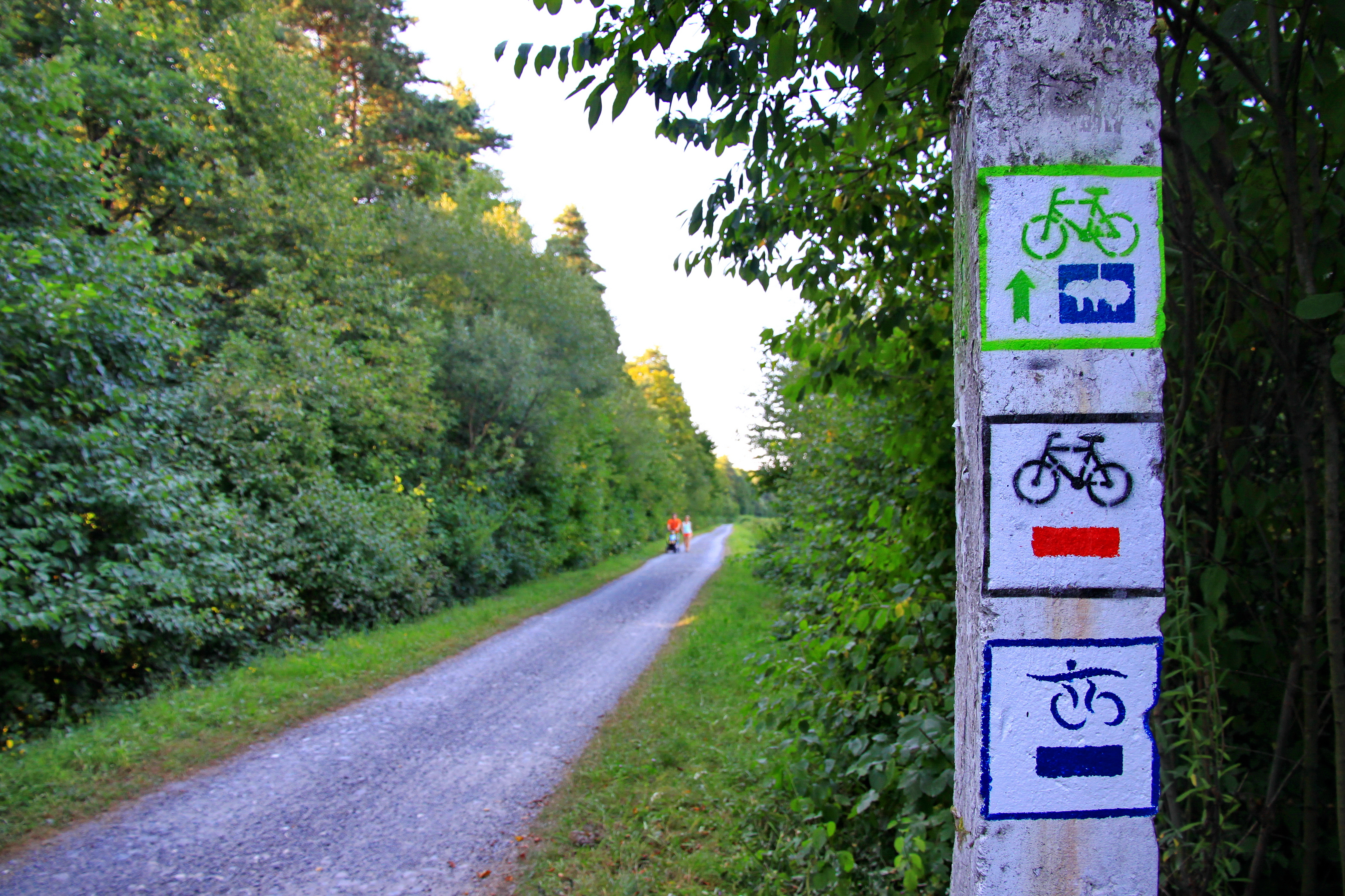
Malowania szlaków rowerowych w Ustroniu-Nierodzimiu

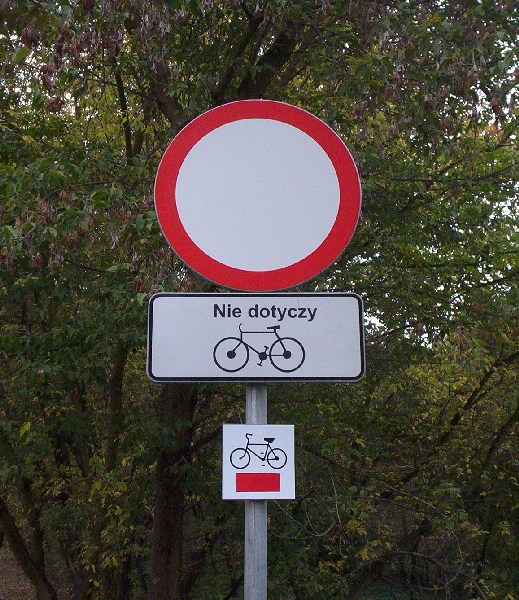
Szlak rowerowy w mieście, Toruń

Szlak rowerowy – wytyczona w terenie turystyczna trasa rowerowa służąca do odbywania wycieczek rowerowych, oznakowana jednolitymi znakami (symbolami) i wyposażona w urządzenia informacyjne, które zapewniają bezpieczne i spokojne jej przebycie turyście o dowolnym poziomie umiejętności i doświadczenia.

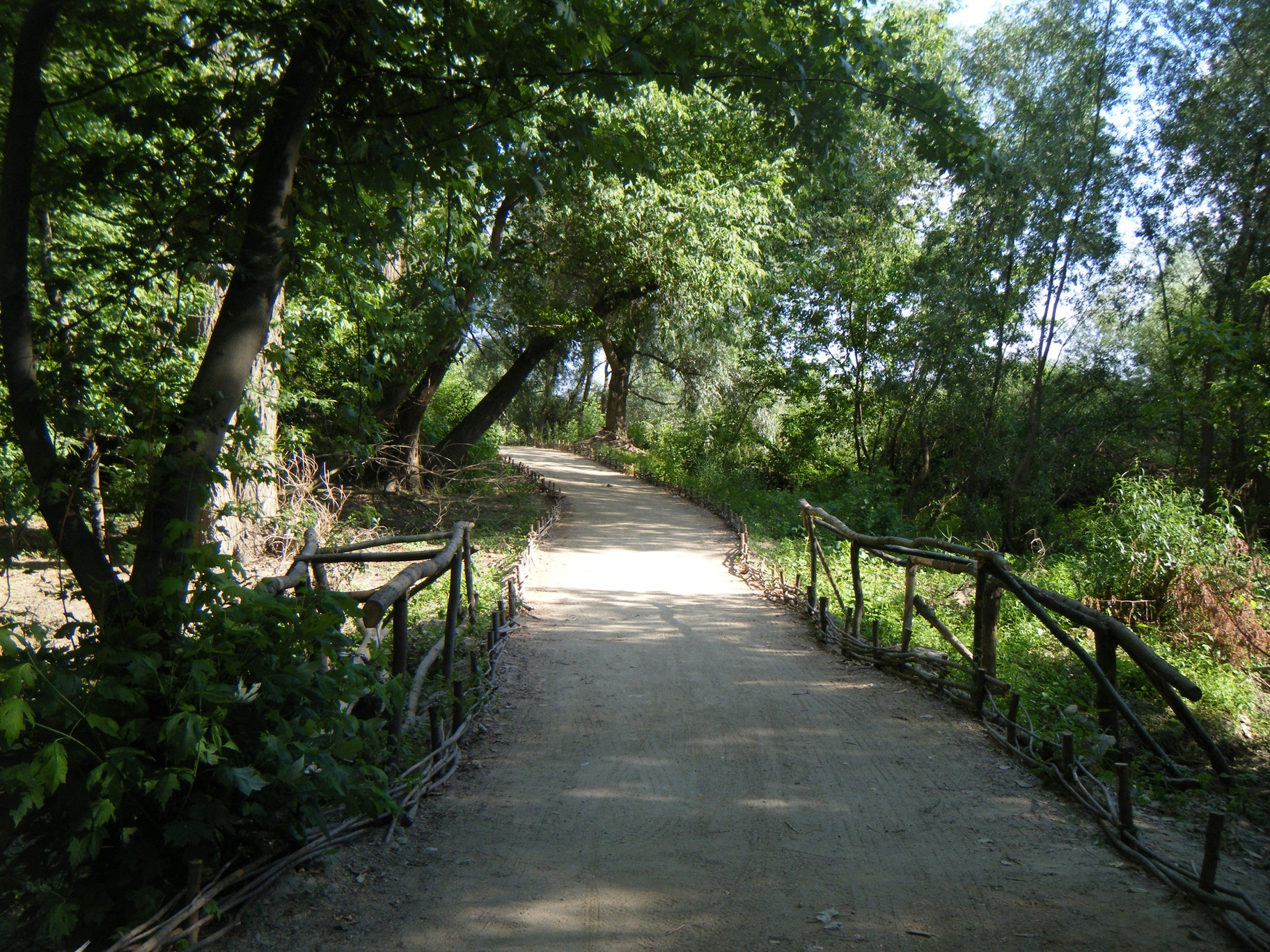
Nadwiślański Szlak Rowerowy – wzdłuż brzegu Wisły, docelowo ma prowadzić na trasie Łomianki – Konstancin Jeziorna

Oznaczenia – specjalne symbole – wyznaczają przebieg szlaku i ułatwiają odnalezienie właściwej drogi. Zgodnie z normami znakowania PTTK, szlaki rowerowe oznaczone są białymi kwadratami z czarnym symbolem roweru i paskiem koloru szlaku (szlaki lokalne), lub pomarańczowymi znakami (szlaki pozostałe). Można jednak spotkać w terenie oznaczenia nie trzymające się tych norm (zwłaszcza starsze szlaki) np. biały kwadrat z symbolem roweru w kolorze szlaku. Ze względu na częstsze niż w przypadku szlaków pieszych umieszczanie oznakowania na drogach publicznych, znaki szlaków rowerowych uznane zostały za dodatkowe znaki drogowe, uzyskując symbole R-1, R-1a, R-1b, R-3, R-4, R-4a, R-4b, R-4c, R-4d i R-4e.
PTTK szacowało w 2021 roku, że w Polsce jest około 20 000 km turystycznych szlaków rowerowych oznakowanych farbą na drzewach. Tymczasem GUS szacuje długość ich długość na 13 000 km. Niestety większość z nich (w pojęciu standardów europejskich) jest nieprzejezdna, zmuszająca rowerzystów do schodzenia z rowerów. 

## Znakowanie szlaków
– szlak rowerowy zielony
 – szlak rowerowy niebieski
 – szlak rowerowy żółty
 – szlak rowerowy czerwony
 – szlak rowerowy czarny

## Wybrane szlaki rowerowe
- Międzynarodowe:
  - EuroVelo
  - Międzynarodowy Szlak Rowerowy Greenways Kraków – Morawy – Wiedeń
- Ogólnopolskie:
  - Odrzańska Trasa Rowerowa „Blue Velo”
  - Wschodni Szlak Rowerowy GreenVelo
- Regionalne
  - Jurajski Rowerowy Szlak Orlich Gniazd
  - Karpacki Szlak Rowerowy
  - VeloMazovia
- Sieci szlaków rowerowych:
  - Wielkopolski System Szlaków Rowerowych